# 권현민
권현민(한국 한자: 權賢旼, 1991년 4월 11일 ~ )은 대한민국의 전 축구 선수이며, 포지션은 수비수였다.